# Campoletis kingi
Campoletis kingi är en stekelart som först beskrevs av Henry Lorenz Viereck 1925.  Campoletis kingi ingår i släktet Campoletis och familjen brokparasitsteklar. Inga underarter finns listade.